# 譚文節
譚文節（1906年—？年），字濟濤。四川省內江縣人。民國37年（1948年）在重慶市當選第一屆監察委員。

## 生平
- 四川大學法學士，曾任檢查官諮議科長、主任秘書、校長、三青團書記、幹事等職，重慶市第三區選出之參議員、監察院川康區監委行署委員，重慶市律師公會理事[2]
- 民國37年1月8日，當選監察委員[3]
- 重庆市人民临时治安委员会委员[4]